# Llista de curses internacionals d'automobilisme disputades al circuit de Montjuïc
Aquesta llista aplega les curses internacionals d'automobilisme disputades al circuit de Montjuïc que tingueren més anomenada i ressò mediàtic al llarg de la història. La llista -no exhaustiva- se centra especialment en el període comprès entre les dècades de 1950 i 1970 i està ordenada per disciplina automobilística i ordre cronològic, amb seccions diferenciades per a cada premi o trofeu atorgat, els quals solen coincidir cronològicament amb l'ordre establert.

## Gran Premi

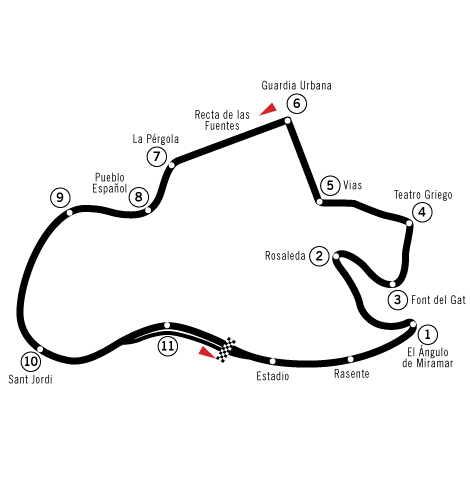
El circuit de Montjuïc

### Copa Barcelona
De 1933 a 1936, la Penya Rhin organitzà el seu Gran Premi Penya Rhin a Montjuíc, amb la denominació de Copa Barcelona.
| Any  | Guanyador      | Cotxe         | Distància |
| ---- | -------------- | ------------- | --------- |
| 1933 | Juan Zanelli   | Alfa Romeo    | 151,6 km  |
| 1934 | Achille Varzi  | Alfa Romeo    | 265,3 km  |
| 1935 | Luigi Fagioli  | Mercedes-Benz | 265,3 km  |
| 1936 | Tazio Nuvolari | Alfa Romeo    | 303,2 km  |

## GT i Sport

### Copa Montjuïc
| Any  | Guanyador        | Cotxe             | Durada |
| ---- | ---------------- | ----------------- | ------ |
| 1954 | Joaquín Palacio  | Pegaso Spyder     | 1 hora |
| 1955 | Willie Daetwyler | Ferrari 750 Monza | 1 hora |

### Trofeu Nuvolari
Trofeu continuador de l'antiga Copa Montjuïc, instaurat en honor de Tazio Nuvolari.
| Any                      | Guanyador         | Cotxe                | Distància |
| ------------------------ | ----------------- | -------------------- | --------- |
| 1957                     | Gerardo de Andrés | Mercedes-Benz 300 SL | 76 km     |
| 1958                     | Àlex Soler-Roig   | Porsche 356 Carrera  | 76 km     |
| 1959                     | Àlex Soler-Roig   | Porsche RS           | 38 km     |
| 1960 - 1961: No disputat |                   |                      |           |
| 1962                     | Paco Godia        | Aston Martin DB4     | 45 km     |

### Trofeu Juan Jover
Trofeu instaurat pel RACC en honor de Joan Jover. El 1965, l'esdeveniment comptà també amb una cursa de Fórmula 3, la qual esdevingué Gran Premi de Barcelona d'ençà de l'edició de 1966. Des d'aleshores i fins a 1969, el Trofeu Juan Jover complementà la denominació oficial de les edicions del Gran Premi de Barcelona de Fórmula 3 i Fórmula 2.
| Any  | Categoria | Guanyador          | Cotxe               | Distància |
| ---- | --------- | ------------------ | ------------------- | --------- |
| 1963 | Sport     | Àlex Soler-Roig    | Porsche 356 Carrera | 57 km     |
| 1964 | Sport     | Charles Vögele     | Lotus 19-Climax     | 114 km    |
| 1965 | Sport     | Paco Godia         | AC Cobra-Ford       | 76 km     |
| 1965 | Fórmula 3 | Giacomo Russo Geki | BWA - Ford/Cosworth | 113,72 km |

### Trofeu Juan Piñol
Trofeu instaurat en honor de Joan Piñol.
| Any  | Guanyador      | Cotxe       | Distància |
| ---- | -------------- | ----------- | --------- |
| 1966 | Juan Fernández | Porsche 906 | 95 km     |

## Fórmula 3 i Fórmula 2

### Gran Premi de Barcelona
De 1966 a 1969, el Gran Premi de Barcelona organitzat pel RACC es complementà amb la denominació de Trofeu Juan Jover. Tret de les edicions de 1969 i 1971, assenyalades amb fons beix, l'esdeveniment comptà amb cursa de Fórmula 2 i de Fórmula 3. En aquests casos, es recull només el resultat de la categoria superior (Fórmula 2).
| Any                    | Denominació                 | Categoria | Guanyador          | Cotxe                       | Distància |
| ---------------------- | --------------------------- | --------- | ------------------ | --------------------------- | --------- |
| 1966                   | I Gran Premi de Barcelona   | Fórmula 2 | Jack Brabham       | Brabham BT18 - Honda S800   | 227,44 km |
| 1967                   | II Gran Premi de Barcelona  | Fórmula 2 | Jim Clark          | Lotus 48 - Cosworth FVA     | 227,44 km |
| 1968                   | III Gran Premi de Barcelona | Fórmula 2 | Jackie Stewart     | Matra MS7 - Cosworth FVA    | 227,44 km |
| 1969                   | IV Gran Premi de Barcelona  | Fórmula 3 | Tim Schenken       | Brabham BT28 - Ford/Lucas   | 151,6 km  |
| 1970                   | V Gran Premi de Barcelona   | Fórmula 2 | Derek Bell         | Brabham BT30 - Cosworth FVA | 170,55 km |
| 1971                   | VI Gran Premi de Barcelona  | Fórmula 3 | Barnard Lagier     | Brabham Holbay              | 132,67 km |
| 1972-1973: No disputat |                             |           |                    |                             |           |
| 1974                   | VII Gran Premi de Barcelona | Fórmula 2 | Hans-Joachim Stuck | March - BMW/Rosche          | 204,66 km |

Notes
1. ↑  IV Trofeu Juan Jover
2. ↑  V Trofeu Juan Jover
3. ↑  VI Trofeu Juan Jover
4. ↑  VII Trofeu Juan Jover

## Fórmula 1

### Gran Premi d'Espanya
| Any  | Pilot              | Equip              | Resultats |
| ---- | ------------------ | ------------------ | --------- |
| 1969 | Jackie Stewart     | Matra - Cosworth   | Resultats |
| 1971 | Jackie Stewart     | Tyrrell - Cosworth | Resultats |
| 1973 | Emerson Fittipaldi | Lotus - Cosworth   | Resultats |
| 1975 | Jochen Mass        | McLaren - Cosworth | Resultats |

## Resistència
El Club 600 organitzà diverses proves de resistència a Montjuïc durant anys. Tot seguit es llisten les principals.

### Per durada
| Any  | Durada | Denominació           | Guanyadors                       | Equip              | Cotxe         | Campionat |
| ---- | ------ | --------------------- | -------------------------------- | ------------------ | ------------- | --------- |
| 1967 | 6 h    | 6 Hores de Barcelona  | Javier de Vilar · Juan Fernández | ?                  | Porsche 911 S | C. Esp.   |
| 1968 | 6 h    | 6 Hores de Barcelona  | Brian Muir · Paco Godia          | Escuderia Montjuïc | Ford GT40     | C. Esp.   |
| 1969 | 12 h   | 12 Hores de Barcelona | Paco Godia · Juan Fernández      | Escuderia Montjuïc | Porsche 908   | -         |

### Per distància
| Any  | Distància | Denominació          | Guanyadors                   | Equip                | Cotxe            | Campionat |
| ---- | --------- | -------------------- | ---------------------------- | -------------------- | ---------------- | --------- |
| 1971 | 1.000 km  | 1000 km de Barcelona | Jo Bonnier · Ronnie Peterson | Scuderia Filipinetti | Lola T212-Ford   | -         |
| 1972 | 400 km    | 400 km de Barcelona  | John Burton                  | Canon Racing Team    | Chevron B21-Ford | E2L.C     |
| 1973 | 400 km    | 400 km de Barcelona  | Gérard Larrousse             | Archambeaud Racing   | Lola T292-BMW    | E2L.C     |